# Ghiacciaio Squires
Il ghiacciaio Squires (in inglese Squires Glacier) è un ghiacciaio lungo quasi 60 km e situato sulla costa di Lassiter, nella parte sud-orientale della Terra di Palmer, in Antartide. Il ghiacciaio, il cui punto più alto si trova a circa 710 m s.l.m., fluisce in direzione est-nord-est, scorrendo tra i monti Playfair, a nord, e i monti Hutton, a sud, fino ad unire il proprio flusso a quello del ghiacciaio Swann.

## Storia
Il ghiacciaio Squires è stato mappato grazie a ricognizioni terrestri dello United States Geological Survey e a fotografie aeree scattate dalla marina militare statunitense tra il 1961 e il 1967; in seguito è stato così battezzato dal Comitato consultivo dei nomi antartici in onore del glaciologo Peter L. Squires, di base alla stazione di ricerca Byrd nell'estate 1965-66.